# USS Philadelphia (CL-41)
«Філадельфія» (англ. USS Philadelphia (CL-41) — військовий корабель, легкий крейсер типу «Бруклін» військово-морських сил США. П'ятий корабель американського флоту, названий на честь міста Філадельфія. Брав участь у боях Другої світової війни.

## Історія створення
«Філадельфія» був закладений 28 травня 1935 року на верфі компанії Philadelphia Naval Shipyard у Філадельфії. 17 листопада 1936 року він був спущений на воду, а 23 вересня 1937 року увійшов до складу ВМС США.

## Історія служби
Через 11 днів після нападу Японії «Філадельфія» вийшов на навчання в затоку Каско, після чого приєднався до двох есмінців для проведення протичовнового патрулювання на підступах до військово-морської бази Арджентія, Ньюфаундленд. 14 лютого 1942 року американський крейсер повернувся до Нью-Йорка, звідкіля здійснив два походи до Гапнарф'єрдюра в Ісландії, охороняючи транспортні конвої. 16 травня корабель приєднався до підрозділів 22-ї оперативно-тактичної групи (TF 22) в Норфолку, а через два дні вирушив на протичовнову операцію до Панамського каналу.
В середині серпня він супроводжував конвой до Грінока. Повернувшись до Норфолку 15 вересня, він приєднався до Західної військово-морської оперативної групи контрадмірала Г. Кента Г'юїтта, що готувалася до висадки військ союзників у Французькій Північній Африці. Ця група мала висадити близько 35 000 солдатів і 250 танків Західної оперативної групи генерала Джорджа Паттона у трьох різних точках на атлантичному узбережжі Французького Марокко. «Філадельфія» став флагманом контрадмірала Лаяла А. Девідсона, який командував Південною ударною групою, і мав доставити 6 423 військовослужбовців під командуванням генерал-майора Ернеста Н. Гармона зі 108 танками до місця висадки в Сафі, Марокко, приблизно за 220 км на південь від Касабланки.
Оперативна група «Філадельфії» вийшла з Норфолка 24 жовтня і взяла курс на Британські острови. Вся Західна військово-морська оперативна група складалася з 102 кораблів і охоплювала океанську акваторію розміром приблизно 20 × 40 миль (30 × 60 км). Це був найбільший військовий флот, відправлений Сполученими Штатами на той час.
Оперативна група рушила на північ 6 листопада, звідки змінила курс на Гібралтарську протоку. Але з настанням темряви було прокладено південно-східний курс на Касабланку, і незадовго до півночі 7 листопада три окремі оперативні групи вийшли на три різні точки на марокканському узбережжі, в готовності до початку операції з висадки десанту.
Під прикриттям темряви, Північна десантна група (6 десантних та 2 вантажні кораблі за підтримки лінкора «Техас», легкого крейсера «Саванна» та шести есмінців) наблизилася з морським десантом на борту від 60-го піхотного полку у загальній чисельності 9000 вояків з 65 легкими танками до вихідного рубежу для захоплення аеродрому Порт-Лотей. Південна десантна група (4 транспортних та 2 вантажні кораблі за підтримки лінкора «Нью-Йорк», легкого крейсера «Філадельфія» та шести есмінців) готувалася до висадки 6500 піхотинців 47-го піхотного полку з 90 середніми та легкими танками поблизу порту Сафі.
10 листопада летючий човен SOC «Сігал» з американського крейсера «Філадельфія» потопив французький підводний човен «Медузе» біля мису Кап-Блан.
У вересні 1943 року, для виконання завдань з висадки трьох морських десантів в Італії, військово-морські сили зосередили 627 бойових, транспортних та десантних кораблів і суден під єдиним командуванням віцеадмірала Г.Г´юїтта. Зважаючи на негативні наслідки повітряного прикриття силами авіації наземного базування при висадці на Сицилію, союзники сформували авіаносне З'єднання V, що мало у своєму складі «Унікорн» та чотири ескортні авіаносці під прикриттям крейсерів «Філадельфія», «Саванна», «Бойсе» та 14 есмінців. Для виконання завдання з вогневого прикриття морського десанту залучалося З'єднання Н, з чотирьох британських лінкорів та двох авіаносців, що безпосередньо підпорядковувалися командувачу Середземноморським флотом адміралу флоту серу Е.Каннінгему.

## На службі у ВМС Бразилії
«Філадельфія» був законсервований, перебуваючи на Філадейфійській військово-морській верфі 3 лютого 1947 р.  Крейсер 1951 року був виключений зі списків флоту і був проданий Бразилії  відповідно програми взаємної оборонної підтримки разом з однотипним крейсером «Сент-Луїс». У військово-морських силах Бразилії під ім'м Barroso (C–11) (на честь адмірала Франсіско Баррозу). Під час 22 річної служби на ньому трапилося кілька нещасних випадків, зокрема 1967 року через вибух одного з котлів загинуло 11 моряків. Виведений зі складу флоту 1973, 1975 розібраний у Сан-Пауло на метал.